# Худенко Микола Володимирович
Мико́ла Володи́мирович Худе́нко (1924, Преображенівка — 5 жовтня 1943, Куцеволівка) — Герой Радянського Союзу (1944, посмертно), в роки німецько-радянської війни командир відділення протитанкових рушниць, молодший сержант.

## Життєпис
Народився в 1924 році селі Преображенівка Саргатського району Омської області, в сім'ї селянина. Після закінчення семи класів школи став працювати в колгоспі.
У серпні 1942-го Микола отримав повістку з військкомату. В армії пройшов скорочену початкову військову підготовку. Воював на Степовому, 2-му Українському фронтах командиром відділення протитанкових рушниць. Брав участь у форсуванні Дніпра.
5 жовтня 1943 року під час запеклого бою за село Куцеволівку, пробивши фашистський танк, молодший сержант Худенко підірвався на міні. Указом Президії Верховної Ради СРСР 22 лютого 1944 року йому присвоєно звання Героя Радянського Союзу посмертно.

Плита на братській могилі

Похований в селі Куцеволівка в братській могилі.

## Пам'ять
Ім'я Героя носить одна з вулиць у Чкалівському селищі Октябрського району Омська.